# 阿姆斯特丹郁金香博物馆
阿姆斯特丹郁金香博物馆, (英語：Amsterdam Tulip Museum)，是位于荷兰阿姆斯特丹的一座郁金香为主题的博物馆。在安妮之家附近。

## 历史
博物馆创建于2005年9月，主要展示了郁金香的历史，从中亚的发现直到现今社会养殖栽种。尤其是17世纪时作为一种重要投机物带来的郁金香狂热的历史。
博物馆底层有235平米，不仅仅是出售郁金香，还有相关周边产品的搭售。郁金香球体的品种主要还是对应季节供应。

## 郁金香节
2010年，郁金香博物馆连同国际花卉球根中心，範隆博物館和阿姆斯特丹市政厅举办郁金香节。盛大的郁金香展览在阿姆斯特丹18处地方都能看见。
此外阿姆斯特丹国家博物馆还推出与郁金香相关的展览，并陈列出最新培育的最黑的郁金香。在蓝带餐厅还有郁金香花瓶的讲座。

## 画廊

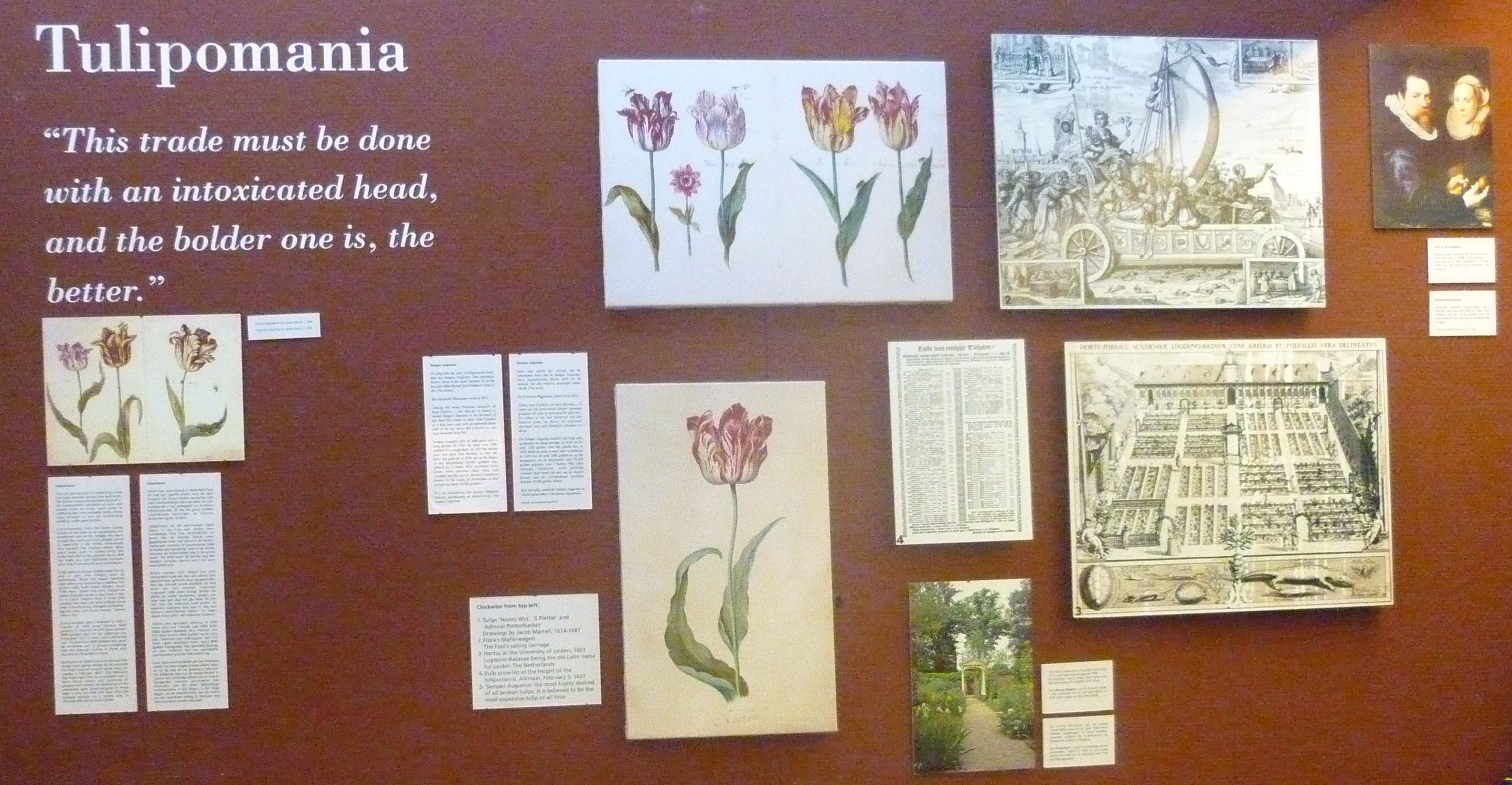
郁金香狂热
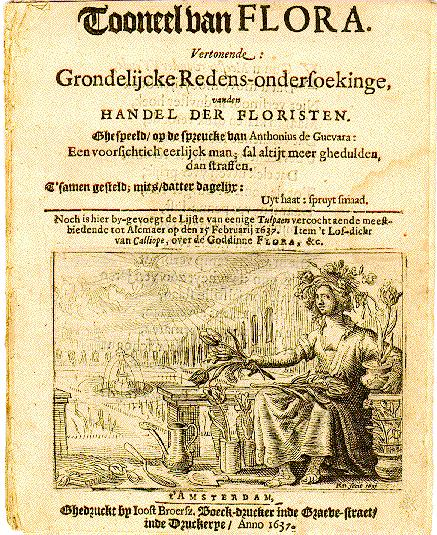
1637年郁金香狂热小册子
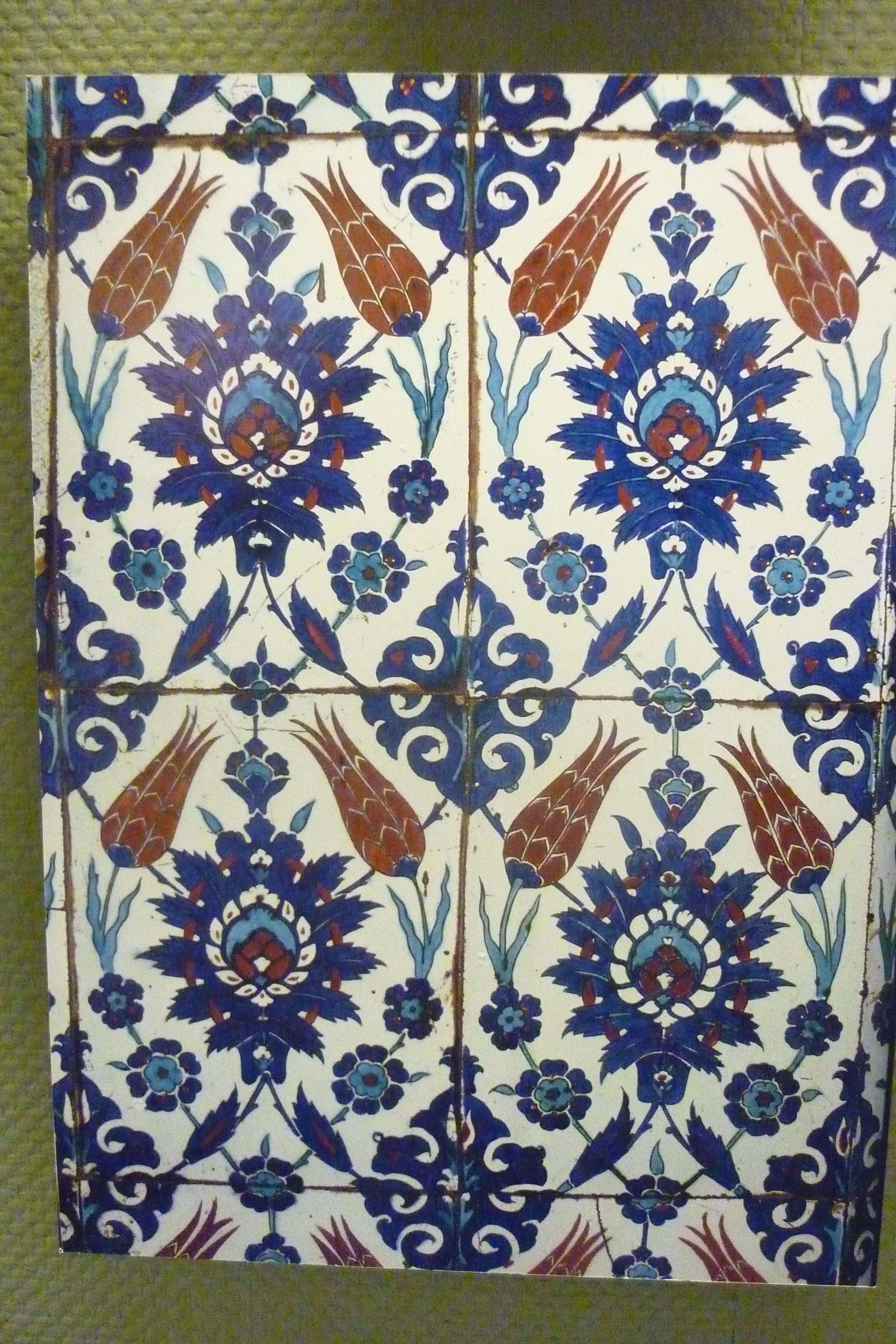
瓦板